# „Екологија” на периферији Европе
"Екологија" на периферији Европе : стварање еколошког покрета у Србији  је стручна монографија ауторке Јелисавете Петровић, објављена 2020. године у издању Филозофског факултета, Института за социолошка истраживања из Београда.

## О књизи
Књига је прерађена докторска дисертација "Могућности настанка и развоја еколошког покрета у Србији у контексту постсоцијалистичке трансформације" одбрањена на Филозофском факултету у Београду 2015. године.
Резултат је пројекта Изазови нове друштвене интеграције у Србији: концепт и актери, који подржава Министарство просвете, науке и технолошког развоја Републике Србије.
"Екологија" на периферији Европе је студија о стварању еколошког покрета у Србији у 21. веку, која се заснива на увидима у најрелевантније светске и домаће научне изворе који се баве теоријом и праксом нових друштвених покрета. Међу њима је еколошки покрет који представља свакако најзначајнији како за садашње тако и за будуће генерације. Студија је поткрепљена занимљивима налазима емпиријског истраживања у коме је учествовала и сама ауторка.
Резултати истраживања студије показују да професионални еколошки активизам почиње да се развија почетком двехиљадитих година упоредо са интензивирањем процеса евроинтеграција. Подстрек за развој професионалних еколошких организација дали су страни фондови, пре свега из САД и Европске уније.
Књига се, уз поглавља у којима су изнета уводна и закључна разматрања, састоји из четири веће целине:
У првом поглављу Настанак и развој еколошког покрета у Европи и Америци дат је краћи осврт на ток развоја еколошког покрета у Америци и Европи, с посебним нагласком на земље Источне Европе. Ауторка је даље указала на специфичности развоја еколошког активизма у земљама бившег социјалистичког блока што представља увод у разматрање карактеристика еколошког активизма у Србији. У другом поглављу Теоријски приступи у изучавању еколошког покрета изнети су најважнијим теоријски приступи у изучавању друштвених покрета. У овом делу рада акценат је стављен на изградњу концептуалног оквира који ће представљати полазну основу за даљу анализу утицаја различитих чинилаца на еколошку мобилизацију у Србији. У трећем и четвртом поглављу представљени су резултати анализе карактеристика еколошког активизма у Србији, као и чинилаца који их обликују. У поглављу Постоји ли профилација партиципативног типа еколошког покрета у Србији? пажња је усмерена на својства еколошког активизма, као и на разматрање фактора услед којих је развој партиципативног типа еколошког покрета у Србији отежан и успорен. У четвртом поглављу, које носи наслов Трансакциони потенцијали еколошког покрета у Србији, ауторка разматра чиниоце који отежавају развој трансакционог деловања професионалних еколошких организација и кохезивнихелемената покрета (еколошких мрежа и колективног идентитета). Ауторка у последњем одељку овог поглавља даје се одговор на питање: да ли у Србији постоји еколошки покрет? Закључно поглавље књиге је посвећено сумирању и дискусији налаза истраживања, уз указивање на шире друштвене импликације неразвијености партиципативног типа еколошког покрета у Србији и осврт на нове форме еколошког деловања, које почињу да се развијају у току последњих неколико година.